# 下町 (徳島市)
下町（しもまち）は、徳島県徳島市の町名。2009年12月現在の人口は280人、世帯数は129世帯。郵便番号は〒779-3131。

## 地理
徳島市の西部に位置し、上八万地区に属する。町の中央を東西に走る徳島県道208号一宮下中筋線沿いの字本丁が中心集落となり、徳島市立上八万中学校・徳島市役所上八万支所・徳島市消防団上八万分団が置かれる。隣接する一宮町と上八万町の大規模住宅団地の谷間に当たる位置にある。商品作物としてのシイタケ栽培が早くから行われている区域である。

### 小字
- 本丁
- 西山

## 歴史
1955年（昭和30年）より現在の町名となり、旧役場は現在の徳島市役所上八万支所である。

## 交通

### バス
徳島バス
- 下町東
- 下町
- 上八万中学校前

### 道路
都道府県道
- 徳島県道208号一宮下中筋線

## 施設
- 徳島市役所上八万支所
- 徳島市消防団上八万分団
- 徳島市立上八万中学校